# Tasmanorites microphthalmus
Tasmanorites microphthalmus is een keversoort uit de familie van de loopkevers (Carabidae). De wetenschappelijke naam van de soort is voor het eerst geldig gepubliceerd in 2011 door Eberhard & Giachino.